# 范氏無線鰨
范氏無線鰨為輻鰭魚綱鰈形目鰨亞目舌鰨科的中一種，為熱帶海水魚，分布於中東大西洋洋塞內加爾至安哥拉海域，棲息深度260-954公尺，體長可達11.8公分，棲息在泥底質底層水域，生活習性不明。

## 扩展阅读
維基物種上的相關：范氏無線鰨